# Christian Nöding
Christian Nöding (* 13. September 1809 in Oberellenbach im Landkreis Hersfeld-Rotenburg; † 30. Oktober 1865 ebenda) war ein deutscher Politiker und Abgeordneter der Kurhessischen Ständeversammlung.

## Leben
Christian Nöding war der Sohn des Heinrich Nöding und dessen Gemahlin Christiane Gleim. Er betätigte sich politisch und wurde in seinem Heimatort Bürgermeister. 1849 erhielt er als Mitglied der Deutschen Volkspartei ein Mandat für die Kurhessische Ständeversammlung und blieb – mit Unterbrechungen – bis 1865 deren Abgeordneter. Das Parlament wurde 1830/1831 gebildet und bestand bis zur Annexion Hessens durch Preußen im Jahre 1866. Ihr Nachfolgegremium wurde der Kurhessische Kommunallandtag des Regierungsbezirks Kassel.